# Vittorio Gregotti
Vittorio Gregotti (Novara, 1927. augusztus 10. – Milánó, 2020. március 15.) olasz modernista építész, egyetemi oktató, újságíró.

## Élete
1927-ben született Novarában, később Ernesto Nathan Rogersnél tanult építészetet. Ezután Lodovico Meneghettivel és Giotto Stoppinóval (1952–1967) dolgozott együtt. 1974-ben megalapította a Gregotti Associati építészeti stúdiót. 1979 és 1997 között a Rassegna, 1982 és 1996 között a Casabella című építészeti lap igazgatója volt. 1992 és 1997 között a Corriere della Sera újságban, később a La Repubblicában is rendszeresen jelentek meg írásai.
A velencei építészeti egyetemi intézet professzora, valamint a milánói és a palermói építészeti karok docense volt, valamint vendégprofesszor Tokióban, Buenos Airesben, São Paulóban, Berkeleyben, Lausanne-ban és a Harvardon. 1963-ban együtt dolgozott Umberto Ecóval a milánói triennálé megvalósításában, 1974 és 1976 között pedig ő volt a felelőse a velencei biennálé vizuális művészeti és építészeti szekciójának.
2000-ben az Olasz Köztársaság tudományos és kulturális aranyérmével díjazták, 2006-ban Manfredo Tafuri-díjat kapott a velencei biennálén, 2007-ben pedig Millennium-díjat a lisszaboni triennálén. 2012-ben a milánói triennálén megkapta a legrangosabb olasz építészeti díjat, az olasz építészet aranyérmét. Az Olasz Kommunista Párt tagja volt.
2020-ban a koronavírus-világjárvány során szerzett betegség következtében kialakult tüdőgyulladásban hunyt el.

## Jelentősebb munkái
- Bérházak és irodaházak (Novara, 1957, 1960)
- Desiderio da Settignano úti házak (Milánó, 1963)
- Montegani úti házak (Milánó, 1964)
- ZEN városnegyed (Palermo, 1970)
- A Calabriai Egyetem épületei (Arcavacata (Rende), 1973–1986)
- Lakóterület (Cannareggio negyed, Velence, 1981–1989)
- Lutzowstrassei lakóházak (Berlin, 1984–1986)
- Olimpiai Stadion (Barcelona, 1985)
- Luigi Ferraris Stadion (Genova, 1987)
- Stadion (Nîmes, 1987)
- Az Accademia Carrara múzeumának bővítése (Bergamo, 1989)
- Belémi kulturális központ (Lisszabon, 1989–1992)
- Sportpalota (Nîmes, 1991)
- A környezettudományi kar épülete (Milánó, 1993)
- A Savio folyó hídja (Cesena, 1996–2000)
- Museo Guiso (Orosei, 1997–2000)
- Diacinto Cestoni akvárium (Livorno, 1997-től)
- Stadion (Marrákes, 1999)
- Teatro degli Arcimboldi (Milánó, 2001)
- Az Opera di Santa Maria del Fiore múzeumának bővítése (Firenze, 2002)
- Pucsiangi lakónegyed (Sanghaj, 2002)
- Operaház (Aix-en-Provence, 2003–2007)
- Szent Maximilian Kolbe-templom (Bergamo, 2008)

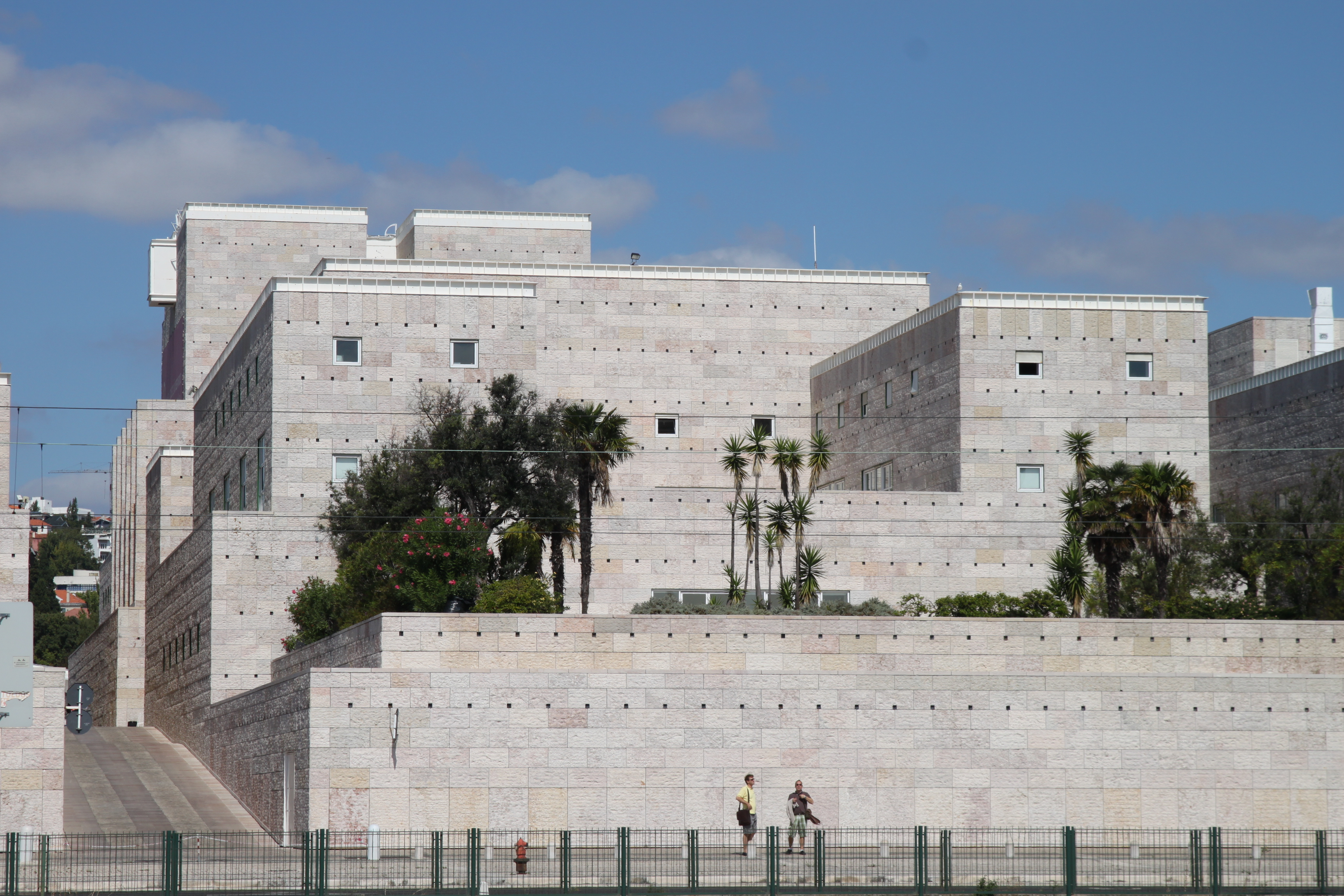
A belémi kulturális központ
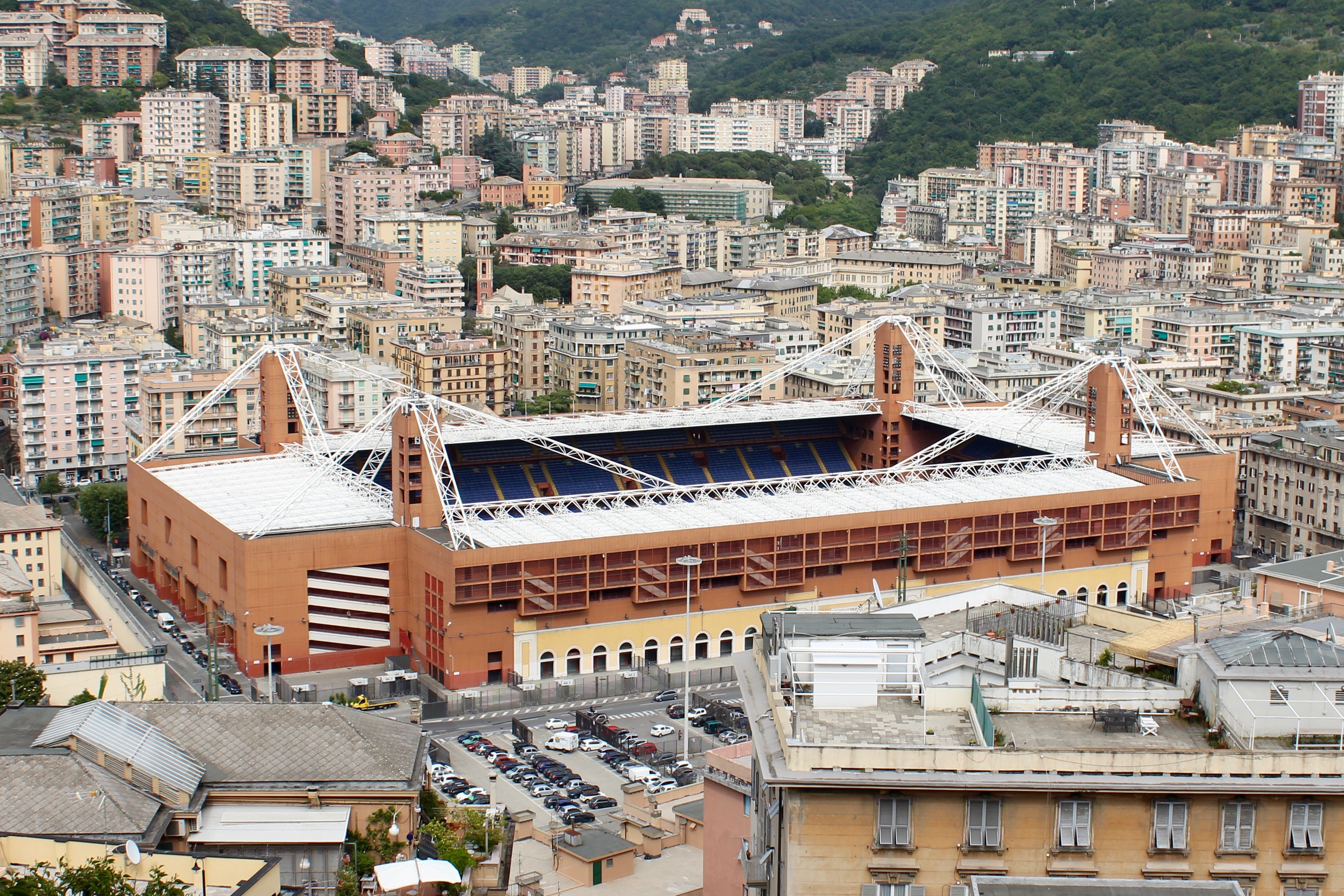
A genovai Luigi Ferraris Stadion
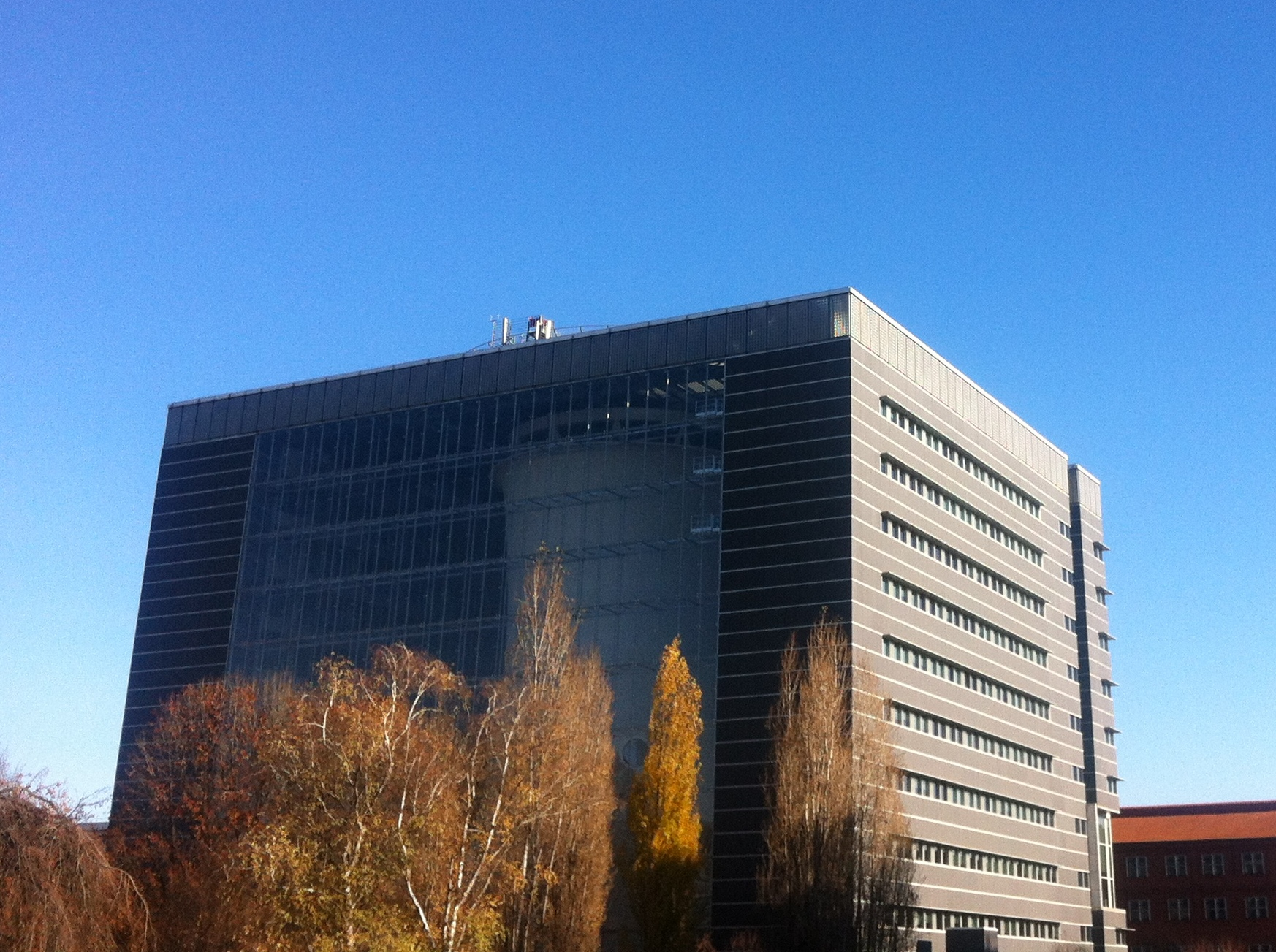
Pirelli-irodaház, Milánó

## Publikációi
- Territorio dell’architettura (1966)
- Il disegno del prodotto industriale (1982)
- La città visibile (1993)
- Le scarpe di Van Gogh. Modificazioni dell’architettura (1994)
- Racconti di architettura (1998)
- Identità e crisi dell’architettura europea (1999)
- Frammenti di costruzione (2000)
- Sulle orme di Palladio (2000)
- Diciassette lettere sull’architettura (2000)
- Contro la fine dell’architettura (2008)
- Architettura e postmetropoli (2011)
- L’architettura di Cézanne (2012)
- Incertezze e simulazioni (2012)
- Il possibile necessario (2014)
- Quando il moderno non era uno stile (2018)